# Rock in a Hard Place
Albums de Aerosmith
Night in the Ruts
(1979) Done with Mirrors
(1984)
Singles
1. Lightning Strikes
Sortie : octobre 1982
2. Bitch's Brew (promo)
Sortie : 1982

Rock in a Hard Place est le 7e album studio du groupe de hard rock américain Aerosmith. Il est sorti en août 1982 chez CBS Records en Europe et Columbia Records en Amérique du Nord et a été produit par Jack Douglas, Steven Tyler et Tony Bongiovi.

## Historique
C'est le seul album du groupe sans Joe Perry, parti fonder le Joe Perry Project, il sera remplacé par Jimmy Crespo en provenance du groupe Flame qui avait déjà enregistré des parties de guitare pour l'album précédent Night in the Ruts. 
Brad Whitford quittera lui aussi le groupe pendant l'enregistrement de l'album, il ne participera qu'à un seul titre le single Lightning Strikes. Il sera remplacé par le guitariste franco-américain Rick Dufay sur une suggestion de Jack Douglas qui avait produit son album Tender Loving Abuse en 1980. Dufay ne participa pas à l'enregistrement de l'album, rejoignant le groupe après que les enregistrements furent terminés.
L'enregistrement de cet album s'étala sur toute l'année 1981 et le début de 1982 et eut lieu à New York dans les studios The Power Station et à Miami dans les Studios Criteria.
L'album s'est vendu à un peu plus de 500 000 exemplaires soit deux fois moins que l'album précédent mais a été certifié disque d'or en 1989. Il a obtenu la 32e place du Billboard 200.

## Liste des chansons
Face 1
| No | Titre               | Auteur                        | Durée |
| -- | ------------------- | ----------------------------- | ----- |
| 1. | Jailbait            | Steven Tyler / Jimmy Crespo   | 4:39  |
| 2. | Lightning Strikes   | Tyler / Crespo / Richard Supa | 4:26  |
| 3. | Bitch's Brew        | Tyler / Crespo                | 4:13  |
| 4. | Bolivian Ragamuffin | Tyler / Crespo                | 3:33  |
| 5. | Cry Me a River      | Arthur Hamilton               | 4:06  |

Face 2
| No  | Titre                               | Auteur                        | Durée |
| --- | ----------------------------------- | ----------------------------- | ----- |
| 6.  | Prelude to Joanie                   | Tyler                         | 1:30  |
| 7.  | Joanie's Butterfly                  | Tyler / Crespo / Jack Douglas | 5:32  |
| 8.  | Rock in a Hard Place (Cheshire Cat) | Tyler / Crespo / Douglas      | 4:41  |
| 9.  | Jig Is Up                           | Tyler / Crespo                | 3:10  |
| 10. | Push Comes to Shove                 | Tyler                         | 4:27  |

## Musiciens
Aerosmith
- Steven Tyler : chant, claviers, harmonica, percussions.
- Jimmy Crespo : guitare solo.
- Rick Dufay : guitare rythmique.
- Tom Hamilton : basse
- Joey Kramer : batterie, percussions.

Musiciens additionnels
- Brad Whitford : guitare sur Lightning Strikes.
- Paul Harris : piano sur Push Come To Shove.
- John Turi : saxophone sur Rock In A Hard Place.
- Jack Douglas : percussions.
- Reinhard Straub : violons sur Joanie's Butterfly.
- John Lievano : guitare sur Joanie's Butterfly.

## Charts et certifications
| Pays       | Durée du classement | Meilleur classement |
| ---------- | ------------------- | ------------------- |
| Canada     | 14 semaines         | 24e                 |
| États-Unis | 19 semaines         | 32e                 |

| Pays       | Certification | Ventes    | Date       |
| ---------- | ------------- | --------- | ---------- |
| États-Unis | Or            | 500 000 + | 10/11/1989 |

Charts singles
| Date       | Single            | Chart                  | durée du classement | Position |
| ---------- | ----------------- | ---------------------- | ------------------- | -------- |
| 23/10/1982 | Lightning Strikes | Mainstream Rock Tracks | 9 semaines          | 21e      |